# ESIEE Paris
ESIEE Paris é uma Grande école de engenharia localizada em Marne-la-Vallée. A escola foi criada em 1904 sob o nome de École Breguet.
ESIEE Paris oferece aos seus estudantes uma formação geral de engenharia com o objectivo de lhes permitir conceber, produzir e supervisionar sistemas industriais complexos, cumprindo ao mesmo tempo restrições económicas rigorosas e enfrentando um ambiente internacional. Para este fim, a escola fornece formação científica e tecnológica avançada, que é frequentemente actualizada para acompanhar as mudanças nas tecnologias de ponta e é complementada pela sua associação com o ensino de línguas, cultura geral, economia e humanidades.

## Famosos graduados
- Yann LeCun, um cientista da computação francês